# اجدال العدن (جبلة)

تعديل مصدري - تعديل

اجدال العدن محلة تابعة لقرية المردع، التابعة لعزلة المعشار بمديرية جبلة إحدى مديريات محافظة إب في الجمهورية اليمنية، بلغ تعداد سكانها 49 حسب تعداد اليمن لعام 2004.